# Инвестиционный маркетинг
Инвестиционный маркетинг – подраздел финансового маркетинга, который включает в себя комплекс мероприятий, ориентированных на реализацию инвестиционных решений, которые лучшим образом соотносятся с потребностями потребителей, на которых ориентировано инвестиционное решение.
Ключевая цель, которая стоит перед инвестиционным маркетингом – долгосрочное увеличение стоимости бизнеса. Инструменты при помощи которых производится достижение целей инвестиционного маркетинга могут быть как краткосрочными (от часа), так и долгосрочными, среди применяемых инструментов можно выделить: привлечение займов, реструктуризация, разработка проектов развития, оптимизация системы управления, и т.д.
Инвестиционный маркетинг главным образом ориентирован на деятельность быстрорастущих малых и средних организаций, которые испытывают потребность во внешних ресурсах для роста и развития.

## Общие сведения
Инвестиционный маркетинг включает два направления реализации:
Первое направление ориентировано на изучение инвестиционного рынка и включает оценку спроса и предложения на инвестиционном рынке, сегментацию инвестиционного рынка, разработку политики продвижения на инвестиционном рынке, а также выбор мероприятий для стимулирования интереса инвесторов.
Второе направление ориентировано на изучение особенностей и механизмов взаимодействия участников инвестиционного рынка для определения наилучшей стратегии реализации возможностей, которые представлены на инвестиционном рынке.
Инвестиционный рынок, который изучает данный подраздел финансового маркетинга включает финансовый рынок, денежный рынок, фондовый рынок и рынок нематериальных активов.
Основные этапы в рамках которых осуществляется подготовка и реализация мероприятий инвестиционного маркетинга включают:
1. Выбор инвестиционного рынка;
2. Изучение возможностей повышения эффективности и конкурентоспособности объекта инвестирования;
3. Определение   вида инвестиций, которое позволит повысить эффективность и конкурентоспособность.

## Функции и принципы инвестиционного маркетинга
Инвестиционный маркетинг включает следующие основные функции:
1. Исследование инвестиционного рынка с точки зрения следующих его составляющих:

a.   Состояние внутреннего и глобального инвестиционных рынков,
b.   Тенденции инвестиционного рынка,
c.   Позиционирование рынка с точки зрения инвестиционных проектов или программ,
d.   Динамика инвестиционной конъюнктуры рынка,
e.   Анализ стратегических позиций ключевых участников рынка.
1. Формирование и подготовка инвестиционных проектов и инвестиционных программ с опорой на общую корпоративную или экономическую стратегию организации для достижения большей эффективности за счет учета оценки целесообразности, возможных результатов деятельности и т.д.
2. Продуманное распределение прибыли в организации для осуществления необходимых долгосрочных инвестиций в качестве залога обеспечения стабильности и повышения доходности в сочетании с диверсифицированным подходом к выбору продуктов организации, а также(или) проектов и решений в условиях дефицита ресурсов.
3. Использование планирования при согласовании различных целей и потоков ресурсов при достижении результативности проектов, требующих инвестиций с опорой на методы маркетинга инвестиций в качестве составляющей части финансового планирования.
4. Контроль и мониторинг проектов и программ для определения потенциальных уязвимых мест, а также подготовки необходимых поправок, изменений и решений для лучшего варианта разрешения проблемных программ и проектов.

Функции инвестиционного маркетинга рассматриваются вместе с основными принципами, которые определяют использование данных функций.
Ключевые принципы инвестиционного маркетинга:
1. Обеспеченность организации ресурсами для поддержания деятельности и внедрения необходимых изменений через инвестиционный процесс.
2. Соответствие и вариативность в маркетинговой сфере с точки зрения состава производимой и(или) поставляемой номенклатуры.
3. Ориентация на цели маркетинга организации и инвестиционного процесса организации в сочетании с комплексным подходом реализации двух данных независимых сфер в организации.
4. Своевременность реализации проектов за счет оценки временного фактора при планировании и воплощении инвестиционных проектов.

## Различия классического и инвестиционного маркетинга
Стратегический процесс для инвестиционного маркетинга также, как и для классического маркетинга предполагает достижение стратегического соответствия между целями организации и ее возможностями, но с точки зрения принципов и функций инвестиционного маркетинга.
Различия между классическим и инвестиционным маркетингом проявляются и на уровне управленческих стратегий.
Сравнений управленческих стратегий:
| Классический маркетинг | Инвестиционный маркетинг |
| Стратегия выделения части бюджета компании для выполнения плана маркетинга - ориентация на затратную политику маркетинговой деятельности | Стратегия поиска средств для освоения инвестиционномаркетингового проекта - ориентация на инвестиционную политику маркетинговой деятельности |
| Стратегия создания и реализации плана маркетинга                                                                                         | Стратегия разработки и внедрения инвестиционномаркетингового проекта                                                                         |
| Стратегия получения большого неструктурированного массива маркетинговой информации - ориентация на составление базы данных               | Стратегия получения маркетинговой информации для актуализации инвестиционного процесса – ориентация на создание базы данных                  |
| Стратегия контроля за тратой маркетингового бюджета - ориентация на увеличение активов маркетинга                                        | Стратегия учета и анализа инвестиционной деятельности - ориентация на оптимизацию активов маркетинга                                         |
| Стратегия административного оценивания бюджетномаркетинговых затрат-ориентация на корректировку целей                                    | Стратегия маркетингового оценивания стоимости освоенных средств - ориентация на расширение возможностей инвестиционного проекта              |

## Список примечаний
1. ↑  Чепурова И.Ф. Маркетинг в области привлечения инвестиций // Социально-экономические явления и процессы. — 2014. — № 2. — С. 147.
2. ↑  Кучин Б.Л., Казков С.П. Инвестиционный маркетинг : монография. — Москва: МАТИ, 2008. — 21 с.
3. ↑  Кучин Б.Л., Казков С.П. Инвестиционный маркетинг : монография. — Москва: МАТИ, 2008. — 26 с.
4. 1 2  Гулькова Е. Л., Казимирова Л. В. Инвестиционный маркетинг: приемы и методы реализации в финансовой политике организаций // Вестник ГУУ. — 2016. — № 2. — С. 111.
5. ↑  Акулич М. В. Инвестиционный маркетинг - выход на новый уровень бизнеса // Маркетинг : идеи и технологии. — 2015. — № 10. — С. 37.